# Бронзовка (посёлок)
Бронзовка — посёлок в Баганском районе Новосибирской области. Входит в состав Савкинского сельсовета.

## География
Площадь посёлка — 26 гектар

## Население
| 1976 | 1995 | 2002 | 2007 | 2010 |
| ---- | ---- | ---- | ---- | ---- |
| 200  | ↘164 | ↘126 | ↗127 | ↘118 |

## История
Основан в 1911 году. В 1928 г. посёлок Китай-Городский состоял из 52 хозяйств, основное население — украинцы. Центр Китай-Городского сельсовета Черно-Курьинского района Славгородского округа Сибирского края. В 1976 г. Указом президиума ВС РСФСР посёлок фермы № 4 совхоза «Культура» переименован в Бронзовка.

## Инфраструктура
В посёлке по данным на 2019 год функционирует  1 начальное образовательное учреждение, учреждений здравоохранения в поселке нет.